# Jiří Adamovič
Jiří Adamovič (*21. ledna 1965 Praha) je český geolog, specializující se na sedimentární geologii, konkrétně na litologii a stratigrafii pískovců a na křehkou tektoniku. Pracuje v Geologickém ústavu Akademie věd České republiky v oddělení geologických procesů. Regionálně působí na Kokořínsku a Českolipsku.

## Životopis

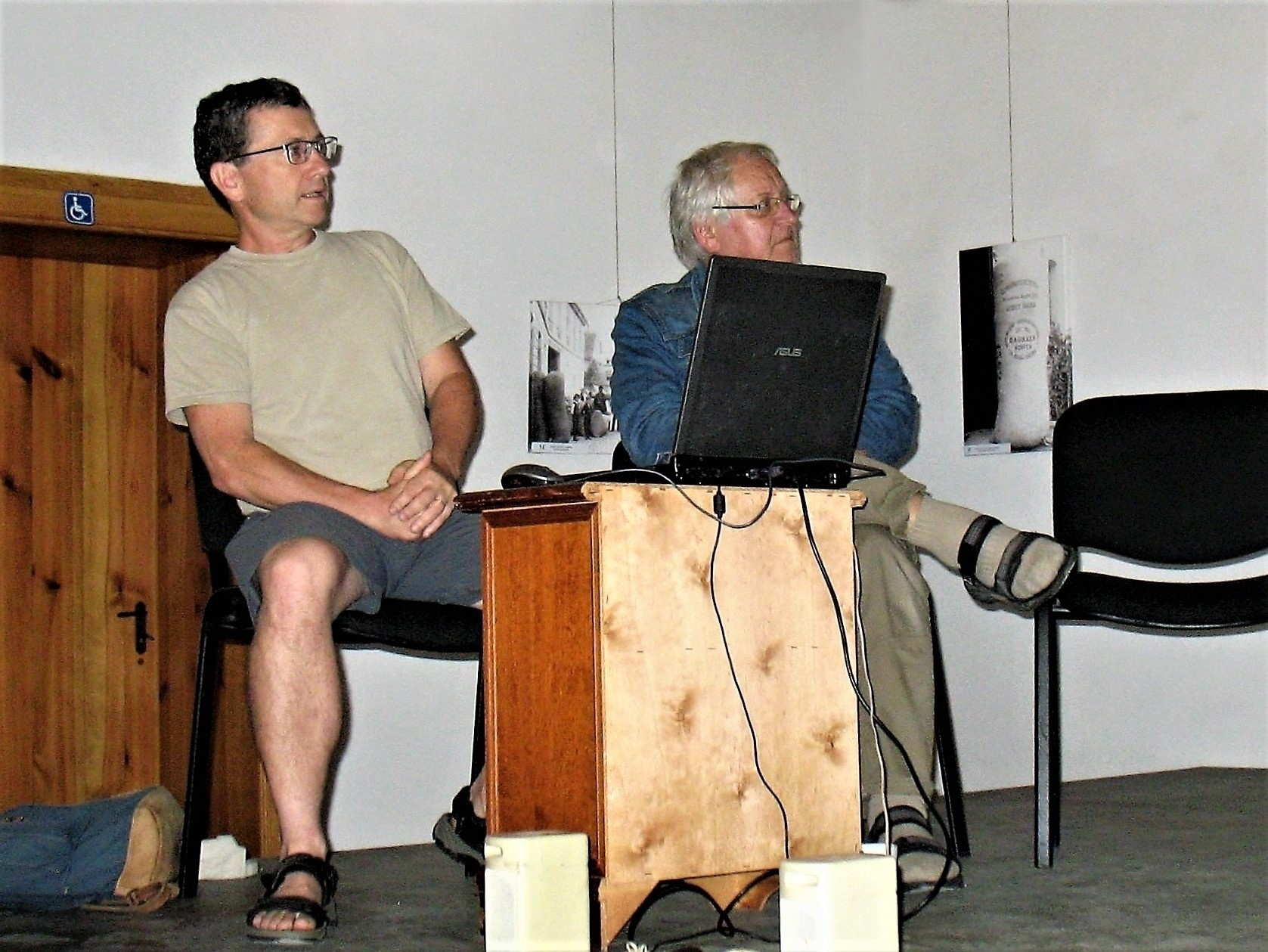
Jiří Adamovič (vlevo) a Václav Cílek v roce 2022 na Dnech evropského dědictví v Dubé představili svou novou knihu Vlhošť:: Hora v labyrintu skal

Jiří Adamovič se narodil v Praze. V dětství a mládí se zajímal především o moře a v určitých aspektech také o mořskou faunu. Tento zájem jej nakonec během studií na Přírodovědecké fakultě Univerzity Karlovy přivedl prostřednictvím paleontologických nálezů v prehistorických usazeninách k zaměření na sedimentární geologii. Soustředil se na křídové sedimenty a jako téma diplomové práce si proto vybral mapování pískovců na Kokořínsku.
Po studiích pracoval od roku 1989 v Českém geologickém ústavu (pozdější Česká geologická služba), kde se zaměřil zejména na slínovcové oblasti východních Čech. Zkušenosti s podrobným mapováním území s hustou sítí technických prací získal při spolupráci s podnikem DIAMO v letech 1992–1996 , kdy v pískovcových oblastech severních Čech  spolu s Miroslavem Coubalem zpracovávali geologické podklady pro sanaci uranových ložisek ve Stráži pod Ralskem a Hamru na Jezeře v okrese Česká Lípa.  Od konce roku 1997, kdy se stal pracovníkem Geologického ústavu Akademie věd ČR, se věnuje komplexně problematice pískovcových hornin – od sedimentologických a stratigrafických aspektů přes procesy cementace a diageneze až k jejich vlivu na utváření zemského povrchu.

## Publikace
Jiří Adamovič je autorem odborných textú řady publikací, na nichž se obvykle podílel s dalšími spoluautory:
- ADAMOVIČ, Jiří; CÍLEK, Václav. Knihovna České speleologické společnosti ; Sv. 38: Železivce české křídové pánve : katalog vybraných významných geologických lokalit pískovcových oblastí /. 1. vyd. Praha: Zlatý kůň, 2002.

- ADAMOVIČ, Jiří; MIKULÁŠ, Radek; CÍLEK, Václav. Atlas pískovcových [skalní město|skalních měst České a Slovenské republiky: geologie a geomorfologie. 1. vyd. Praha: Academia, 2010. 459 s. ISBN 978-80-200-1773-4.
- ADAMOVIČ, Jiří; COUBAL, Miroslav; ŠŤASTNÝ, Martin. Lužický zlom : hranice mezi dvěma světy. 1. vyd. Praha: Novela bohemica, 2018. 271 s. ISBN 978-80-87683-87-3.
- ADAMOVIČ, Jiří, et al. Česká Lípa: město na Ploučnici. 1. vyd. Česká Lípa: Město Česká Lípa, 2018. 607 s. ISBN 978-80-905846-1-7.
- ADAMOVIČ, Jiří; PILLER, Jiří. Kokořínsko : jak mluví skály. 1. vyd. Hostivice: Baron, 2019. 156 s. ISBN 9788088121442.
- ADAMOVIČ, Jiří et al. Geologie Českosaského Švýcarska. Vydání první. Ústí nad Labem: Správa Národního parku České Švýcarsko, 2020. 575 stran. ISBN 978-80-88140-31-3.
- ADAMOVIČ, Jiří; CÍLEK, Václav; PODROUŽEK, Kamil. Vlhošť: hora v labyrintu skal. 1. vyd. Praha: Dokořán, 2022. 325 s. ISBN 978-80-7675-069-2.

(A další publikace a odborné články v časopisech).